# Pablo Cavallero
Pablo Oscar Cavallero Rodríguez (Lomas de Zomaro, 13 april 1974) is een Argentijnse voormalig voetballer die speelde als keeper. Negen jaar van zijn professionele carrière bracht hij door in Spanje, voornamelijk bij Celta de Vigo. Hij speelde in 8 seizoenen 152 wedstrijden in de Primera División. 
Cavallero speelde voor 8 jaar voor het Argentijns voetbalelftal, waarin hij twee wereldbekers en de Copa América van 2004 meemaakte.
Cavallero speelde in zijn jeugd voor de Argentijnse voetbalclub Vélez Sarsfield, waar hij ook zijn professionele carrière begon. Verder speelde hij voor de voetbalclubs Unión Santa Fe, Espanyol, Celta de Vigo, Levante en Peñarol. In totaal speelde hij 254 wedstrijden voor deze clubs, waarin hij nul keer wist te scoren. Cavallero heeft daarnaast nog 30 wedstrijden gespeeld voor het Argentijns voetbalelftal.
| Jaren     | Club                  | Wedstrijden | Goals |
| --------- | --------------------- | ----------- | ----- |
| 1995-1998 | Vélez Sarsfield       | 15          | 0     |
| 1998-1999 | Unión Santa Fe (huur) | 34          | 0     |
| 1999-2000 | Espanyol              | 26          | 0     |
| 2000-2004 | Celta de Vigo         | 121         | 0     |
| 2005-2008 | Levante               | 43          | 0     |
| 2008-2009 | Peñarol               | 15          | 0     |
| Totaal    |                       | 254         | 0     |

1 Bossio ·
2 Ayala ·
3 Chamot ·
4 Zanetti ·
5 Almeyda ·
6 Sensini ·
7 C. López ·
8 Simeone ·
9 Crespo ·
10 Ortega ·
11 Morales ·
12 Cavallero ·
13 Pineda ·
14 Paz ·
15 Bassedas · 
16 G. López ·
17 Delgado ·
18 Gallardo ·
Coach: Passarella
1 Roa ·
2 Ayala ·
3 Chamot ·
4 Pineda ·
5 Almeyda ·
6 Sensini ·
7 López ·
8 Simeone  ·
9 Batistuta ·
10 Ortega ·
11 Verón ·
12 Burgos ·
13 Paz ·
14 Vivas ·
15 Astrada ·
16 Berti ·
17 Cavallero ·
18 Balbo ·
19 Crespo ·
20 Gallardo ·
21 Delgado ·
22 Zanetti ·
Coach: Passarella
1 Burgos ·
2 Ayala ·
3 Sorín ·
4 Pochettino ·
5 Almeyda ·
6 Samuel ·
7 C. López ·
8 Zanetti ·
9 Batistuta  ·
10 Ortega ·
11 Verón ·
12 Cavallero ·
13 Placente ·
14 Simeone ·
15 Husaín ·
16 Aimar ·
17 G. López ·
18 González ·
19 Crespo ·
20 Gallardo ·
21 Caniggia ·
22 Chamot ·
23 Bonano ·
Coach: Bielsa
1 Abbondanzieri ·
2 Ayala  ·
3 Sorín ·
4 Quiroga ·
5 Mascherano ·
6 Heinze ·
7 Saviola ·
8 Zanetti ·
9 Figueroa ·
10 D'Alessandro ·
11 Tévez ·
12 Cavallero ·
13 Placente ·
14 Rodríguez ·
15 Fernández ·
16 L. González ·
17 M. González ·
18 K. González ·
19 Delgado ·
20 Medina ·
21 Rosales ·
22 Coloccini ·
Coach: Bielsa